# Frank Kirskorf
Frank Kirskorf (... – 1º settembre 1435) fu Gran Maestro dell'Ordine di Livonia, in carica nel 1434 e nel 1435, anno della sua morte.

## Biografia
Kirskorf proveniva dal ducato di Kleve, presso la capitale locale. Molti dei suoi parenti erano membri dell'Ordine teutonico.
È possibile che già nel 1424 Kirskorf fosse commendatore di Lihula, ufficiale giudiziario di Karksi e poi Landmarschall nell'Ordine livoniano. L'8 novembre 1433, fu eletto Gran maestro. Il suo avversario nella nomina fu Heinrich von Böckenförde, altro Maresciallo sostenuto dal "partito" della Vestfalia.
Frank Kirskorf, continuando la politica del suo predecessore Cisse von dem Rutenberg, intervenne nella guerra civile nel Granducato di Lituania (1432 - 1438), schierandosi dalla parte di Švitrigaila contro Sigismund Kęstutaitis.
Nell'estate del 1434, Švitrigaila radunò un esercito ed invase le terre lituane che riconoscevano l'autorità suprema di Sigismondo.
Gli alleati si riunirono a Braslaŭ ma, a causa della pioggia battente, furono costretti ad abbandonare la campagna militare che si sarebbe dovuta spingere in profondità nel Paese baltico. Švitrigaila con i suoi reggimenti costituiti anche russi tornò in Bielorussia, così come fece anche l'esercito di Livonia.
Nell'autunno del 1434 Frank Kirskorf organizzò una nuova campagna contro il Granducato di Lituania. L'esercito dell'Ordine di Livonia, diviso in tre colonne, entrò in Samogizia, ma venne sconfitto. Due colonne furono completamente distrutte, mentre la terza unità riuscì a tornare in Livonia con grande difficoltà.
Nell'estate del 1435, Kirskorf partecipò alla nuova campagna di Švitrigaila contro Sigismondo Kęstutaitis. Švitrigaila e Frank Kirskorf di nuovo si riuniono a Braslau, spingendosi in Aukštaitija e saccheggiando tutti i villaggi sulla strada. Sotto l'ala del Landmeister vi erano 3.000 soldati.
Il 1 Settembre 1435, tra Švitrigaila e Sigismondo Kęstutaitis si svolse la decisiva battaglia di Pabaiskas. L'esercito polacco-lituano (perché il Regno di Polonia supportava Sigismondo) ottenne una vittoria completa su Švitrigaila ed i suoi alleati. Nella battaglia furono uccisi o catturati molti dei russi e principi lituani, mentre Švitrigaila riuscì a salvarsi fuggendo a Polotsk. A morire fu anche Frank Kirskorf, oltre a molti cavalieri tedeschi, cechi, austriaci e slesiani. Tale sconfitta ridusse il territorio ad un'area assimilabile alla regione storica della Livonia.
A subentragli vi fu Heinrich von Böckenförde, nome già noto, come detto, al momento della nomina di Kirskorf.